# Chile International 2000
Die Chile International 2000 im Badminton fanden Mitte April 2000 statt.

## Sieger und Platzierte
| Disziplin    | Gold                         | Silber                            | Bronze                                 |
| ------------ | ---------------------------- | --------------------------------- | -------------------------------------- |
| Herreneinzel | Mario Carulla                | Ruud Kuijten                      | Sergio Llopis                          |
| Herreneinzel | Mario Carulla                | Ruud Kuijten                      | Jim Ronny Andersen                     |
| Dameneinzel  | Takako Ida                   | Sonya McGinn                      | Denyse Julien                          |
| Dameneinzel  | Takako Ida                   | Sonya McGinn                      | Kara Solmundson                        |
| Herrendoppel | Ma Che Kong Yau Tsz Yuk      | Bryan Moody Brent Olynyk          | José Antonio Crespo Sergio Llopis      |
| Herrendoppel | Ma Che Kong Yau Tsz Yuk      | Bryan Moody Brent Olynyk          | Howard Bach Mark Manha                 |
| Damendoppel  | Satomi Igawa Hiroko Nagamine | Denyse Julien Charmaine Reid      | Pamela Macaya Salinas Natalia Villegas |
| Damendoppel  | Satomi Igawa Hiroko Nagamine | Denyse Julien Charmaine Reid      | Agnese Allegrini Maria Luisa Mur       |
| Mixed        | Mike Beres Kara Solmundson   | José Antonio Crespo Dolores Marco | Maurico Munoz Burgos Natalia Villegas  |
| Mixed        | Mike Beres Kara Solmundson   | José Antonio Crespo Dolores Marco | Mario Carulla Adrienn Kocsis           |